# Spakenburgse Vrijheidspartij
De Spakenburgse Vrijheidspartij (SVP) was een Nederlandse lokale politieke partij, actief in de gemeente Bunschoten.
De partij werd opgericht in 2009 en deed voor het eerst mee aan de gemeenteraadsverkiezingen van 2010. Bij deze verkiezingen haalde de SVP één zetel in de gemeenteraad. Ook in 2014 werd één zetel behaald. Nadat er bij de gemeenteraadsverkiezingen van 2018 nul zetels werden behaald, werd de partij opgeheven.

## Grondslagen
De grondslagen van de partij zijn: 
- Het Bijbelvers Mattheüs 7:12: "Behandel anderen dus steeds zoals je zou willen dat ze jullie behandelen. Dat is het hart van de Wet en de Profeten".
- Verbondenheid met het conservatisme als politieke denkrichting.
- Affiniteit met het islamstandpunt van SGP en PVV. In mei 2017 gaf de partij te kennen aan de gemeenteraadsverkiezingen van 2018 deel te willen nemen  onder de vlag van de PVV.[1] Eind juni dat jaar bleek dat niet door te gaan.[2]

## Opspraak
- In november 2011 raakte een burgerraadslid van de partij in opspraak, nadat hij seksueel getinte berichten aan zijn partner had geplaatst op Twitter. De tweets waren privé, maar het was de persoon niet bekend dat iedereen kon meelezen.[3] Zijn account werd na het incident opgeheven.